# 皇家獸醫外科學院
皇家獸醫外科學院（英語：Royal College of Veterinary Surgeons，縮寫RCVS），是英國負責規管獸醫的法定機構，根據皇家特許狀成立於1844年，並依據《1966年獸醫法令》賦予的權力運作。

## 職能
皇家獸醫外科學院的主要職能包括：
- 透過規管獸醫專業的教育、道德和醫學標準，維護受獸醫保護的動物之健康和福祉；從而保障那些依賴動物人士之利益及確保公眾健康；
- 從公正的角度就動物健康和福祉等議題、以及該等議題與人類健康之間的關聯提供專業意見。

任何有意在英國執獸醫業的人士，必先向皇家獸醫外科學院註冊。註冊資格取決於申請人是否擁有認可的學歷，或能否通過由學院主辦的法定會籍考試。一經成功註冊的人士，可在其姓名後標示英文縮寫「MRCVS」（Member of the Royal College of Veterinary Surgeons，意即皇家獸醫外科學院院員）或「FRCVS」（Fellow of the Royal College of Veterinary Surgeons，意即皇家獸醫外科學院院士）。

## 皇家特許狀
1844年制訂的皇家特許狀，就皇家獸醫外科學院所管理的事務作出規範，並賦予學院權力以頒授院士資格、文憑和證書予獸醫、獸醫護士及其他從事「獸醫科學或相關輔助科學」的人士。

## 外部連結
- 皇家獸醫外科學院 （页面存档备份，存于）
- 1966年獸醫法令 （页面存档备份，存于）